# Serj Tankian

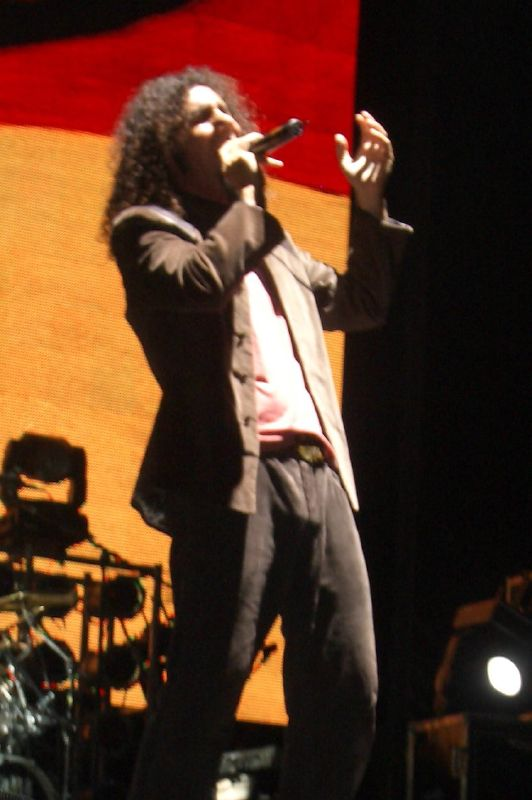
Serj Tankian

Serj Tankian (armeană Սերժ Թանգեան [sɛɾʒ tʰɑnkjɑn]; n. 21 august 1967, Beirut, Liban) este un cântăreț armenian-american, solistul trupei System of a Down. Pe parcursul carierei sale muzicale, el a lansat cinci albume cu trupa System of a Down, unul cu Arto Tunçboyacıyan și trei albume solo Elect the Dead, Imperfect Harmonies și Harakiri. El a fost numit de Hit Parader al 26-lea cel mai bun vocalist al heavy metal-ului din toate timpurile.

## Biografie
Serj Tankian s-a născut pe data de 21 august 1967 în Beirut. El și familia sa au emigrat în Los Angeles în 1975. Deși lui Tankian nu i-a plăcut școala, el s-a menținut. Când Tankian a mai înaintat în vârstă, el și-a înființat o companie proprie de software înainte să-și înceapă viața muzicală.
Se pronunță împotriva violenței în lume, contra încălcării drepturilor omului și militează pentru ocrotirea animalelor.

## Discografie

#### Albume Solo
- Elect the Dead (2007)
- Imperfect Harmonies (2010)
- Harakiri (2012)

#### Coloane sonore
- 1915 (2016)

- Intent to destroy (2017)
- Furious (2017)
- Spitak (2018)
- The Last Inhabitant (2019)
- Midnight Star (2019)

#### Cu System of a Down
- System of a Down (1998)
- Toxicity (2001)
- Steal This Album! (2002)
- Mezmerize (2005)
- Hypnotize (2005)

#### Colaborări
- Serart (2003) (cu Arto Tunçboyacıyan)
- Jazz-Iz-Christ (2013) (cu Jazz-Iz-Christ)
- Fuktronic (2020) (cu Jimmy Urine)

#### Altele
- Orca (2013)

## Premii și nominalizări
System of a Down a fost nominalizată la 4 Premii Grammy, din care a câștigat unul în 2006 pentru "Cea mai bună performanță Hard Rock cu cântecul B.Y.O.B.".
Premiile Grammy
| An   | Beneficiar   | Premiu                     | Rezultat     |
| ---- | ------------ | -------------------------- | ------------ |
| 2002 | "Chop Suey!" | Best Metal Performance     | Nominalizare |
| 2003 | "Aerials"    | Best Hard Rock Performance | Nominalizare |
| 2006 | "B.Y.O.B."   | Best Hard Rock Performance | Câștigat     |
| 2007 | "Lonely Day" | Best Hard Rock Performance | Nominalizare |

General
- In 2005, System of a Down won for Best Alternative Act in the Europe Music Awards
- In 2006, System of a Down won the "MTV Good Woodie Award" for their song "Question!"
- In 2006, System of a Down's song "Toxicity" was No. 14 on the VH1 Top 40 Metal Songs List

## Legături externe
- Serj Tankian's official website
- Serjical Strike official website
- Brazilian Fan Site Arhivat în 24 august 2012, la Wayback Machine.
- System of a Down's official website
- Serj Tankian la Internet Movie Database